# عبد الله بن حمد القرعاوي
عبد الله بن حمد القرعاوي (1932 - 17 فبراير 2006) شاعر وصحفي وإداري سعودي. ولد في مدينة عنيزة ودرس فيها الابتدائية والمتوسطة والثانوية في مكة ثم تابع علومه الجامعية في جامعة القاهرة. تحوّل إلى كليّة الآداب في جامعة الإسكندرية. عمل في وزارة العدل والشؤون الاجتماعية وفي الإدارة العامة بجامعة الملك سعود ، وفي وزارة الصناعة والكهرباء حتى اختير عضوًا في مجلس الشورى السعودي في 3 ربيع الأول 1414/ 20 أغسطس 1993. عمل في عدة مناصب قيادية بالدولة وعمل مديراً عاماً لمؤسسة اليمامة الصحفية لمدة 15 عاماً وكان من ضمن المؤسسين الأوائل لها. شعره جيّد وله ديوان. توفي بمدينة الأمير سلطان للخدمات الإنسانية عن عمر يناهز 75 عاماً.

## سيرته

### سنواته الأولى وتعليمه
ولد أبو طارق عبد الله بن حمد القرعاوي سنة 1351 هـ/ 1932 م في مدينة عنيزة بمنطقة القصيم. درس المرحلة الابتدائية لمدة عامين فيها في المدرسة السعودية عام 1358 هـ/ 1939م، ثم أكمل بقية تعليمه الابتدائي في المدرسة السعودية الابتدائية بالمعلاة بمكة 1360 هـ/ 1941م. التحق بمدرسة تحضير البعثات بمكة للدراسته المتوسطة، فالثانوية، وحصل على شهادتها عام 1370 هـ/ 1950م.

ثم ذهب إلى مصر وتلقى تعليمه الجامعي فيها بين 1372 هـ/ 1952 م - 1379 هـ / 1959م، التحق أولاً بكلية الحقوق بجامعة القاهرة، ثم تحول إلى كلية الآداب بجامعة الاسكندرية فحصل على ليسانس الآداب من قسم الاجتماع والفلسفة وعلم النفس في عام 1380 هـ/ 1960 م وبعدها قد حضر دورة دراسة اللغة الألمانية في ألمانيا. 

وفي 1385 هـ/ 1965 م ابتعث إلى الولايات المتحدة الأمريكية وقضى هناك حوالي سنتين ونصف السنة لدراسة الماجستير في جامعة كاليفورنيا الجنوبية بمدينة لوس أنجلوس. في عام 1396 هـ / 1976 م حضر دورة في الإدارة العامة في المعهد الملكي البريطاني للإدارة العامة بلندن وأكسفورد وكارديف.

### مهنته الإدارية
عمل أولًا في وزارة العدل والشؤون الاجتماعية بوكالة وزارة شؤون العمل في وظيفة إدارة المؤتمرات الخارجية عام 1382 هـ 1962م. ثم نقل بعد ذلك إلى إدارة البحث والتوجيه والإرشاد بالوكالة نفسها، ثم كلف للعمل مديراً عاماً مساعداً لشؤون العمل. عين على وظيفة مساعد مدير عام مركز التدريب المهني بالرياض في 1387 هـ 1967 م، ثم تقلد منصب مدير عام المركز بعد ذلك وحتى عام 1391 هـ 1971 م.

تابع سبيله في مهنته الإدارية وانتقل في عام 1391 هـ/ 1971 م إلى جامعة الملك سعود ليعمل على وظيفة مدير عام الإدارة المساعد لجامعة، وظل يعمل بها لمدة خمس سنوات، ثم نُقل إلى وزارة الصناعة والكهرباء، حيث عمل مديراً عاماً للإدارة بها اعتباراً من عام 1396هـ / 1976 م. 

وفي 1399 هـ / 1979 م تم ترقيته إلى وظيفة وكيل الوزارة المساعد للشؤون المالية والإدارية بالمرتبة 14، وبعدها بعام واحد في 1400 هـ / 1980 م تم ترقيته إلى وظيفة وكيل وزارة الصناعة والكهرباء للشؤون المالية والإدارية.اختير عضوًا في مجلس الشورى السعودي في 3 ربيع الأول 1414/ 20 أغسطس 1993.

### مرضه ووفاته
عاني من مرض السكري وفشل مزمن في الكلى لازمه منذ 3 سنوات (من 2003 حتى وفاته) تقريباً وكان يتلقى 3 جلسات للغسيل الدموي في الاسبوع الواحد. وأصيب في آخر ايامه بالتهاب حاد في الرئة ادخل على اثره غرفة العلاج المركز في 22 يناير 2006 وتم وضع جهاز التنفس الصناعي وفي اليومين اللذين سبقا وفاته تسبب الالتهاب الرئوي إضافة إلى السكري والفشل الكلوي المزمن إلى قصور في معظم اجهزة جسده الامر الذي عطل القيام بوظائفها على أكمل وجه وفارق الحياة عند الساعة 12,15 ظهر يوم 18 المحرم 1427 هـ/ 17 فبراير 2006 م بمدينة الأمير سلطان للخدمات الإنسانية التي أدخل للعلاج بها قبل 4 أسابيع من وفاته، عن عمر يناهز 75 عاماً.

## شعره
هو شاعر مقلّ واجتنب عن نشر شعره بسبب تواضعه. وصف إميل يعقوب شعره «جيّد» وقد نشر بعضًا منه في المرحلة الثانوية من دارسته. ثم تابع نشر شعره في الصحف والمجلات الأدبية مثل الملحق الأسبوعي لجريدة المدينة المنورة التي تصدر بجدة، والمجلة العربية ، والفيصل والنوباد. له الكثير من المشاركات الصحفية والثقافية المتعددة وله ديوان شعر. وقد جمع عبد العزيز الخويطر قصائده وقدم لها ونشرها في 2006. من شعره بعنوان بحر الهوى: